# 1989 au Nouveau-Brunswick
Chronologie du Nouveau-Brunswick
- 1985
- 1986
- 1987
- 1988
- 1989
- 1990
- 1991
- 1992
- 1993

Cette page concerne des événements survenus en 1989 dans la province canadienne du Nouveau-Brunswick.

## Événements
- Fondation du Parti Confederation of Regions du Nouveau-Brunswick.
- l'ancien député fédéral libéral de Fundy—Royal Gordon Fairweather devient président de la Commission de l'immigration et du statut de réfugié du Canada.
- Raymond Gionet devient le troisième président du Mouvement des caisses populaires acadiennes.
- 3 mai : Allan Legere, surnommé « Le monstre de Miramichi » s'évade de prison à l'Établissement de l'Atlantique à Renous-Quarryville.
- 9 juin : Bill Malenfant, Brad Woodside, Leopold Belliveau et Elsie Wayne sont réélus respectivement maires de Dieppe, Fredericton, Moncton et Saint-Jean lors des élections municipales.
- 5 septembre : une vague d'incendie fait une victime à Edmundston [1].
- 8 octobre : un accident de charrette de foin à Cormier-Village fait 13 morts et 45 blessés.
- 15 octobre : le chanteur Roch Voisine remporte 4 Félix au Gala de l'ADISQ, dont ceux d'interprète masculin et de révélation de l'année[2].
- 24 novembre : le « monstre de Miramichi » est repris par la police après avoir commis quatre meurtres supplémentaires : Annie Flam, Linda et Donna Daughney et le prêtre James Smith.

## Naissances
- 19 mars : Stephanie Horner, nageuse.
- 20 mai : Brad Malone, joueur de hockey.

## Décès
- 1er janvier : Aldoria Robichaud, médecin.
- 28 avril : Jack Cummings, producteur et réalisateur.
- 12 juin : Guy Crossman, député.